# Mattermost
Mattermost est un logiciel et un service de messagerie instantanée libre auto-hébergeable. Il est conçu comme un chat interne pour les organisations et les entreprises, ainsi qu'un logiciel de gestion de projets, et est présenté comme une alternative à Slack et Microsoft Teams.

## Historique
Le code était originellement propriétaire à l'époque où Mattermost était utilisé en interne comme outil de chat pour le studio de jeux vidéo SpinPunch. Plus tard, le code a été libéré. La version 1.0 a été publiée le 2 octobre 2015.
Le projet est maintenu et développé par Mattermost Inc. La société génère des fonds par la vente de services de support et de fonctionnalités supplémentaires qui ne sont pas dans l'édition open source. Le code source libre est sous licence MIT. Le code source additionnel, dénommé « Entreprise Edition », est sous licence propriétaire.

## Fonctionnalités
Le principe de fonctionnement (et de financement) est de laisser les fonctionnalités utilisées par une équipe en libre accès. L'accès gratuit inclut, entre autres, la fonctionnalité principale de discussion en canaux, les applications natives sur les différentes plateformes, la recherche dans les messages, la traduction instantanée, etc.; ainsi que des outils tableaux et w:en:playboooks, ou flux de travaux.
Ensuite, Mattermost Inc. propose des fonctions destinées aux entreprises (à partir de 39 $ par utilisateur et par an) pour utiliser des fonctions « avancées », telles que l'intégration dans un écosystème Microsoft Windows utilisant Active Directory (annuaires LDAP), une sécurité renforcée (authentification multifacteur, chiffrement…), et une assistance dédiée. C'est donc sur les services associés au produit principal que Mattermost Inc. se finance.

## Popularité
Dans les médias, Mattermost est principalement considérée comme une alternative à la solution la plus diffusée : Slack,,,. Elle a été intégrée dans GitLab, bien que dans le même temps GitLab ait acquis Gitter (en), un autre outil de discussions instantanées.

## Plateformes
Il y a des clients disponibles sur Windows, macOS, Linux, iOS et Android.